# Train Man
Train Man (電車男?, Densha otoko) è un romanzo pubblicato nel 2004 dalla casa editrice giapponese Shinchosha; si tratta in realtà della fedele trascrizione di una serie di discussioni svoltesi sulla BBS online 2channel fra un utente ed il resto della comunità: l'autore del romanzo è infatti indicato come il fantomatico Hitori Nakano (中野独人?, Nakano Hitori), gioco di parole con l'espressione naka no hitori (中の一人? "uno [che ci sta] in mezzo", per estensione "uno di noi"). La storia ha acquisito grande successo in patria ed è stata trasposta in una pellicola cinematografica live action, quattro distinti adattamenti manga ed una serie televisiva (dorama) in 11 episodi andato in onda su Fuji TV intitolato Densha Otoko.
In Italia sono stati pubblicati il romanzo da ISBN nel 2007 ed uno dei quattro fumetti, Densha otoko - Il ragazzo del metrò, dalla Star Comics nel 2006.

## Trama
Domenica 14 marzo 2004, ore 21:25. L'utente 731 del forum 2chan racconta su un forum web l'avventura appena vissuta sulla metropolitana: unico uomo nella carrozza, ha trovato il coraggio di difendere alcune signore ed una ragazza dalle molestie di un vecchio ubriaco. Deviando dal suo tipico comportamento da "otaku di Akihabara" ripiegato su sé stesso, 731 diventa per i frequentatori del forum Train Man. Quando per sdebitarsi la ragazza gli invierà una coppia di preziose tazze da tè firmate Hermès, Train Man otterrà nel forum di single che frequenta il supporto necessario per trovare il coraggio di invitarla a cena, mutando al contempo l'ambiente virtuale in un luogo «dove vere donne e bei ragazzi vengono salvati dalla palude della sfigaggine».

## Edizioni
- Nakano Hitori (pseudonimo collettivo)[3], Train Man, traduzione di Mimma de Petra, Isbn Edizioni, 2007,  pp. 368, cap. 7, ISBN 978-88-7638-054-9.